# Ricardo García Damborenea
Ricardo García Damborenea (Madrid, 6 de febrero de 1940) es un político español, que fue secretario general del Partido Socialista de Euskadi (PSE-PSOE) en Vizcaya y cumplió condena por su implicación en los GAL junto con otros importantes dirigentes socialistas.

## Biografía
Médico especialista en nefrología, fue jefe del servicio de nefrología del Hospital de Cruces (Baracaldo), fundando en 1974 la Sociedad del Norte de Nefrologia; aunque es más conocido por su actividad política y, sobre todo, por su implicación en los GAL. Tras su retirada de la actividad política ha publicado una serie de ensayos.

### Trayectoria política
Dentro del Partido Socialista de Euskadi, la federación vasca del PSOE, lideró desde su puesto de secretario general de Vizcaya una corriente crítica en su propio partido denominada Democracia Socialista, cuya constitución nunca fue aceptada por la dirección del PSOE, que le llevó a duros enfrentamientos dialécticos con los líderes del mismo, granjeándole enemistades y también simpatías dentro del partido.
Enfrentado con la corriente más proclive a llegar a pactos con el PNV, encabezada por Ramón Jáuregui, tras unas tensas reelecciones en que se impuso el sector partidario de llegar a acuerdos, fue relevado del cargo. Así, se llegó al gobierno de coalición en el que Ramón Jáuregui fue nombrado vicelehendakari del gobierno presidido por el nacionalista José Antonio Ardanza. García Damborenea, tras ser expedientado por faltas muy graves al haber criticado con dureza a la dirección del PSOE, finalmente fue expulsado del partido. En 1990 Democracia Socialista acabaría escindiéndose del PSOE y constituyéndose en partido político independiente.
Su estilo en sus declaraciones era frecuentemente polémico, llegando a enfrentarse con organizaciones como Amnistía Internacional afirmando que «No he visto a Amnistía Internacional preocuparse por los derechos de una sola víctima del terrorismo (...) sin embargo, son capaces de alborotar a redoble de tambor si a un terrorista que tiene catorce muertos a la espalda un guardia civil le da una bofetada».
En junio de 1994 participó en un mitin electoral en la plaza de toros de Zaragoza para apoyar a José María Aznar, entonces candidato a la presidencia de España por el Partido Popular, al que también asesoró con informes concretos y reservados.

### La guerra sucia y el abandono de la política
Fue procesado en el juicio por los crímenes cometidos por los Grupos Antiterroristas de Liberación (GAL) en la llamada "guerra sucia" contra ETA, ingresando en prisión preventiva el 17 de febrero de 1995.
El 25 de mayo de 1998 fue condenado a siete años de prisión por el secuestro del ciudadano francés Segundo Marey, al que llegó a amenazar con asesinar si las autoridades francesas no ponían en libertad a cuatro policías españoles detenidos cuando intentaban secuestrar a un miembro de ETA. Aunque inicialmente había negado cualquier relación con las acciones del GAL, al igual que el resto de los implicados, terminó admitiendo los hechos y afirmó que no se arrepentía de lo que había hecho, declarando que dado el contexto, la suya era la única forma de respuesta posible. Fueron muy polémicas sus afirmaciones de que Felipe González, entonces presidente de gobierno, había estado en todo momento al corriente de los hechos. Su colaboración con la justicia hizo que saliera pronto de la cárcel, antes que otros implicados en la trama de los GAL, como el general Enrique Rodríguez Galindo o el propio exministro José Barrionuevo.
En julio de 1999, tras las declaraciones del expolicía José Amedo en las que le implicaba en el asesinato del dirigente de HB Santiago Brouard, fue citado a declarar como imputado.
Tras su salida de prisión no volvió a participar en actividad política alguna. Nicolás Redondo Terreros renunció a la reelección como secretario general del PSE-EE (PSOE) tras un criticado encuentro con Ricardo García Damborenea en el año 2002.
En noviembre de 2022 Unidas Podemos registró en el Congreso de los Diputados un escrito en el que reclaman que se suspenda “de forma inmediata” la prestación económica que recibe mensualmente en calidad de exdiputado de 2063,75 euros.

## Obra literaria
En el año 2000, ya retirado de la política, García Damborenea publicó un ensayo divulgativo sobre el arte del razonamiento lógico en una pequeña editorial, que incluía un diccionario de falacias lógicas. La obra, titulada Uso de razón examinaba los principales conceptos que intervienen en los razonamientos cotidianos, así como los errores lógicos en que se suele incurrir o los recursos que se suelen emplear en los paralogismos y falacias. La obra fue publicada completa online y ha seguido actualizándose.

### Conferencias
- Nuevas ideas sobre el problema vasco. Madrid: Club Siglo XXI. 1984. p. 61.
- 5 aproximaciones al terrorismo vasco. Avila. 1985. p. 41.
- Ante las elecciones de noviembre: intervención en el Congreso Extraordinario de los socialistas vizcaínos en Bilbao el 29-9-86. Bilbao: PSOE. 1986. p. 16.
- Euskadi 1978-1988: el balance de la transición en el País Vasco. Madrid: Club Siglo XXI. 1988. p. 56.

### Libros
- La encrucijada vasca. Primera plana 44. Barcelona: Argos Vergara. 1984. p. 250. ISBN 8471787482.
- Manual del buen terrorista. Documentos Cambio 16. Madrid: Información y Revistas. 1987. p. 64. ISBN 8476790805.
- Uso de razón. Madrid: Biblioteca Nueva. 2000. p. 325. ISBN 8470308181.
- Uso de razón: El arte de razonar, persuadir, refutar. Un programa integral de iniciación a la lógica, el debate y la dialéctica. CreateSpace. 2011. p. 476. ISBN 9781461134510.
- Figuras retóricas y otros ingredientes del discurso político: Manual del orador. CreateSpace. 2013. ISBN 9781482751383.
- Nuevo manual del buen terrorista: El arte de confundir a los demócratas hasta donde se dejen. Ediciones Uso de Razón. 2013. ISBN 9781491247648.
- Intolerancia: de ayer y de hoy. Feminismo, ecologismo, sexismo y otros ismos del siglo XXI. Ediciones Uso de Razón. 2017. ISBN 9781976570070.
- 5 páginas estelares en la historia de la nueva intolerancia. Ediciones Uso de Razón. 2018. ISBN 9781724108258.